# Hemipus hirundinaceus
Hemipus hirundinaceus là một loài chim theo truyền thống xếp trong họ Campephagidae. Tuy nhiên, gần đây toàn bộ các loài trong chi Hemipus đã được xếp sang họ Vangidae.